# Dača
Dača (rus. дача) je ruski naziv za sezonsku ili celogodišnju vikendicu, koja se često nalazi izvan ruskih gradova. 
Dače su česte u Rusiji i široko rasprostranjene u većini država bivšeg Sovjetskog Saveza. Procenjuje se da oko 25% ruskih porodica, koje žive u velikim gradovima imaju dače.
Vikendice i barake koje služe kao glavni ili jedini dom porodici, ne smatraju se dačama. Iako se neke dače preuređuju kao celogodišnje prebivalište. U nekim slučajevima, vlasnici dača deo godine provede u njima, a ostatak vremena ih iznajmljuju. 
U periodu od 1963. do 1985, postojala su ograničenja u veličini i opremi dača. Posle toga, a naročito od 1990, nema više ograničenja.
Svako ko stalno boravi u dači kolokvijalno se naziva dačnik (rus. дачник); pojam se obično odnosi na prepoznatljiv stil života.

## Galerija
- Skupina dača kod Ksotova.
- Dača na slici Nikolaja Dubovskoja
- Dača
- Dača u blizini Kaluge